# Европски изузетно велики телескоп
Европски изузетно велики телескоп (енгл. European Extremely Large Telescope), или скраћено E-ELT, је један од изузетно великих телескопа. Изградњу телескопа финансира европска јужна опсерваторија, а завршетак изградње је планиран за 2022. годину. Конструкција телескопа се састоји од примарног огледала, пречника 39,3 m, и секундарног које је пречника 4,2 m. Телескоп ће бити опремљен најновијом адаптивном оптиком и инструментима. Савет ЕСО је 11. јуна 2012. године одобрио почетак радова на E-ELT телескопу, с тим да га прво морају ратификовати владе неких чланица.
Од овог телескопа се очекује да астрономима омогући истраживање најранијих фаза формирања планетарних система и детекцију воде и органских молекула у протопланетарним дисковима који окружују новонастале звезде.

## Историја
Савет европске јужне опсерваторије (ЕСО) је 26. априла 2010. године изабрао локацију Серо Армазонес у Чилеу, као место где ће бити изграђен E-ELT. Друге предложене локације су биле Серо Мејкон у Аргентини, Рок де лос Мућаћос опсерваторија на Канарским острвима као и локације у Јужној Африци, Мароку и на Антарктику.
Првобитан дизајн телескопа се састојао од примарног огледала пречника 42 m, површине 1.300 m², и секундарног огледала пречника 5,9 m. Међутим, 2011. године усвојен је предлог да се величина примарног огледала смањи са 42 на 39,3 m, а секундарног са 5,9 на 4,2 m. Овим су трошкови изградње смањени са 1,275 на 1,055 милијарди евра, и омогућује се да телескоп буде завршен раније.
Генерални директор ЕСО је 2011. године, у саопшетњу за јавност, изјавио: „И са измењеним дизајном телескопа E-ELT научни циљеви ће бити испуњени, али се такође обезбеђује да изградња телескопа не траје више од 10–11 година.“ Савет ЕСО је подржао ревидирани основни дизајн телескопа у јуну 2011. године, а усвајање грађевинског предлога се очекивало у децембру 2011.г. Финансирање је касније укључено у буџет за 2012. годину, чиме су обезбеђени услови за почетну фазу пројекта која је обављена почетком 2012.г. Телескоп је добио прелиминарно одобрење у јуну 2012. године, с тим да је требало да неки детаљи финансирања буду усаглашени.

## Инструменти
На телескоп ће бити монтирано више научних инструмената. Такође, биће могуће да се опсервације са једног инструмента пребаце на други за само неколико минута. Цео телексоп, и његова заштитна купола, моћи ће релативно брзо да промене оријентацију ка одређеном астрономском објекту од интереса, како би научници што боље искористили време које им је доступно за надгледање ноћног неба.
- CODEX – оптички спектрограф резолуције R=135.000[9][10]
- EAGLE – широкоугаони сектрограф инфрацрвене светолости[11][12]
- EPICS –  камера и спектрограф за опсервације планета у видљивом/инфрацрвеном опсегу, са веома напредном адаптивном оптиком[13]
- HARMONI[14]
- METIS[15][16]
- MICADO[17][18]
- OPTIMOS[19]
- SIMPLE[20][21]

## Галерија
Слике испод приказују уметничко виђење телескопа E-ELT и произведене су од стране ЕСО.
|  |  |  |  |